# Młynisko (Mazovie)
Pour les articles homonymes, voir Młynisko.

Młynisko (prononciation : [mwɨˈniskɔ]) est un village polonais de la gmina de Strachówka dans le powiat de Wołomin de la voïvodie de Mazovie dans le centre-est de la Pologne.

## Histoire
De 1975 à 1998, le village appartenait administrativement à la voïvodie de Siedlce.